# إسحاق كورتيس
إسحاق كورتيس (بالإنجليزية: Isaac Curtis)‏ هو لاعب كرة قدم أمريكية أمريكي، ولد في 20 أكتوبر 1950 في سانتا آنا في الولايات المتحدة.

## وصلات خارجية
- إسحاق كورتيس على موقع مرجع كرة القدم المحترفة.كوم (الإنجليزية)